# Tranquilo Cappozzo
Tranquilo Capozzo Zironda (ur. 25 stycznia 1918, zm. 14 maja 2003 w Valle Hermoso) – argentyński wioślarz, złoty medalista olimpijski.
Wystąpił na igrzyskach olimpijskich w Londynie w 1948 roku, gdzie odpadł w półfinałach jedynek. Na rozgrywanych cztery lata później igrzyskach olimpijskich w Helsinkach zdobył złoty medal w dwójkach podwójnych. Wspólnie z Eduardo Guerrero wyprzedzili w finale osadę ZSRR o 6,1 sekundy i osadę Urugwaju o 11,5 sekundy. Był to pierwszy w historii złoty medal olimpijski dla Argentyny w tej konkurencji. Był to również ostatni złoty medal olimpijski dla Argentyny w XX wieku (kolejne złoto Argentyna zdobyła dopiero na igrzyskach olimpijskich w Atenach w 2004 roku).